# Anakronism

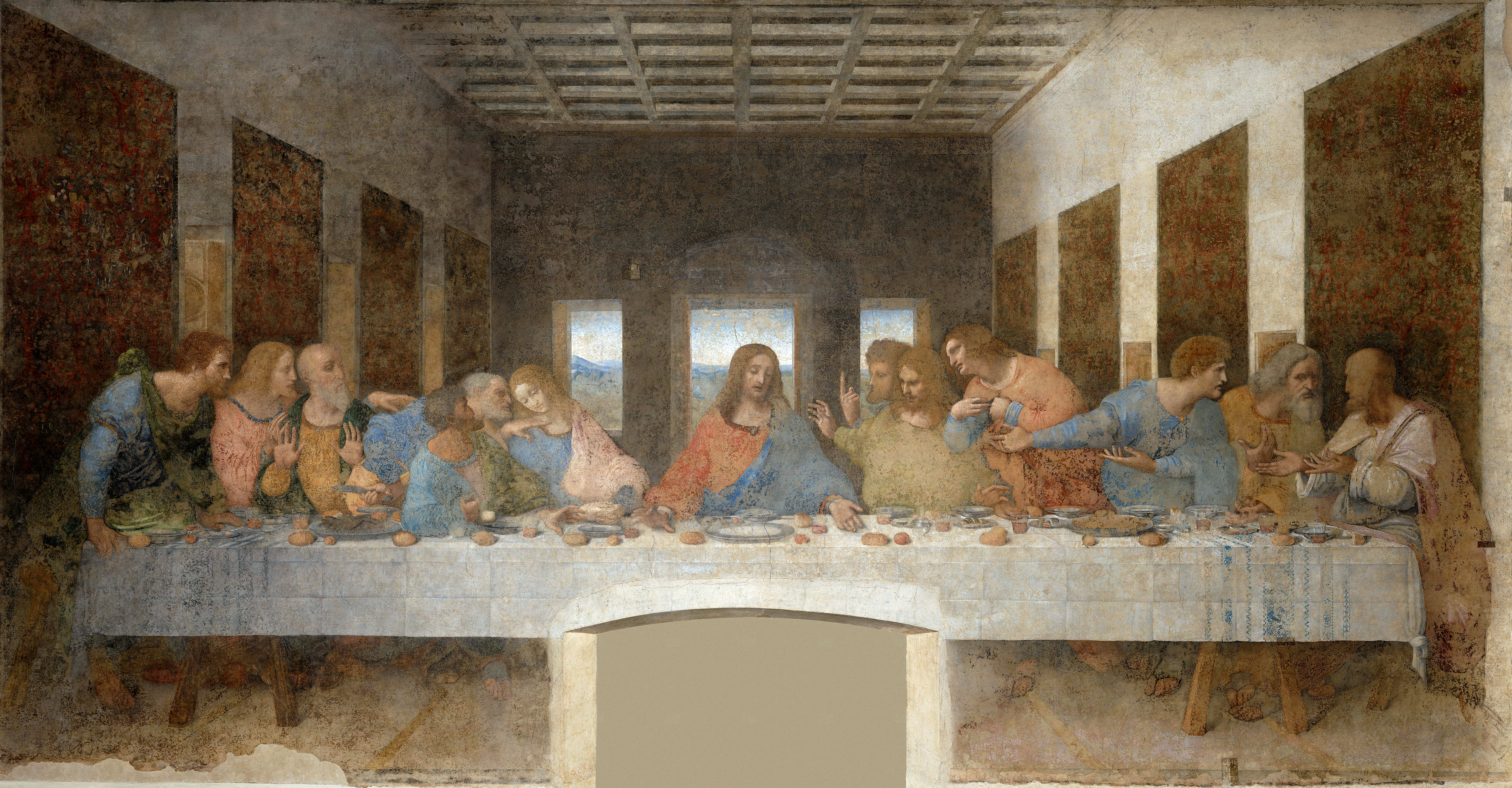
Nattvarden av Leonardo da Vinci (1498) skildrar hur apostlarna står vid ett långbord. Detta slags bord var okänt vid tiden för Jesu sista måltid.

Anakronism (från grekiska anachronismos, ett kronologiskt misstag) innebär att en företeelse (föremål, begrepp, händelse, etc.) placeras i fel tidsepok i ett litterärt eller konstnärligt verk, till exempel om någon använder en mobiltelefon i en film som utspelar sig på 1800-talet. Anakronismer ska skiljas från pastischer, som är seriösa och medvetna inlån från äldre verk och dylikt, arkaismer då föråldrade ord används i ett i övrigt modernt språk, och travestier då exempelvis arkaismer eller anakronismer används i komiskt syfte.
Anakronism kan avse berättarstrukturer som bryter mot den kronologiska ordningen. Sådana anakronier kan vara analepsis, att göra ett stickspår tillbaka till en tid som ligger längre tillbaka än handlingen, och prolepsis, att göra ett stickspår till en tid som ligger längre fram i tiden än handlingen. (Engelskan brukar använda termerna flashback respektive foreshadowing).
Ordet anakronism är belagt i svenska språket sedan 1833.

## Bildgalleri

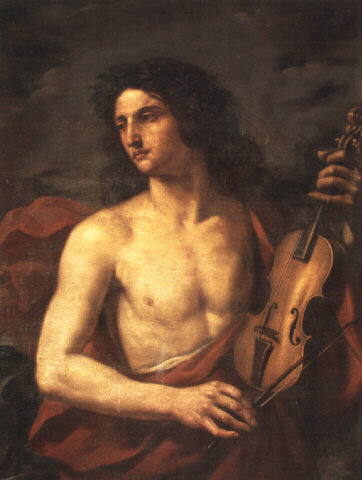
Orfeus håller en violin.
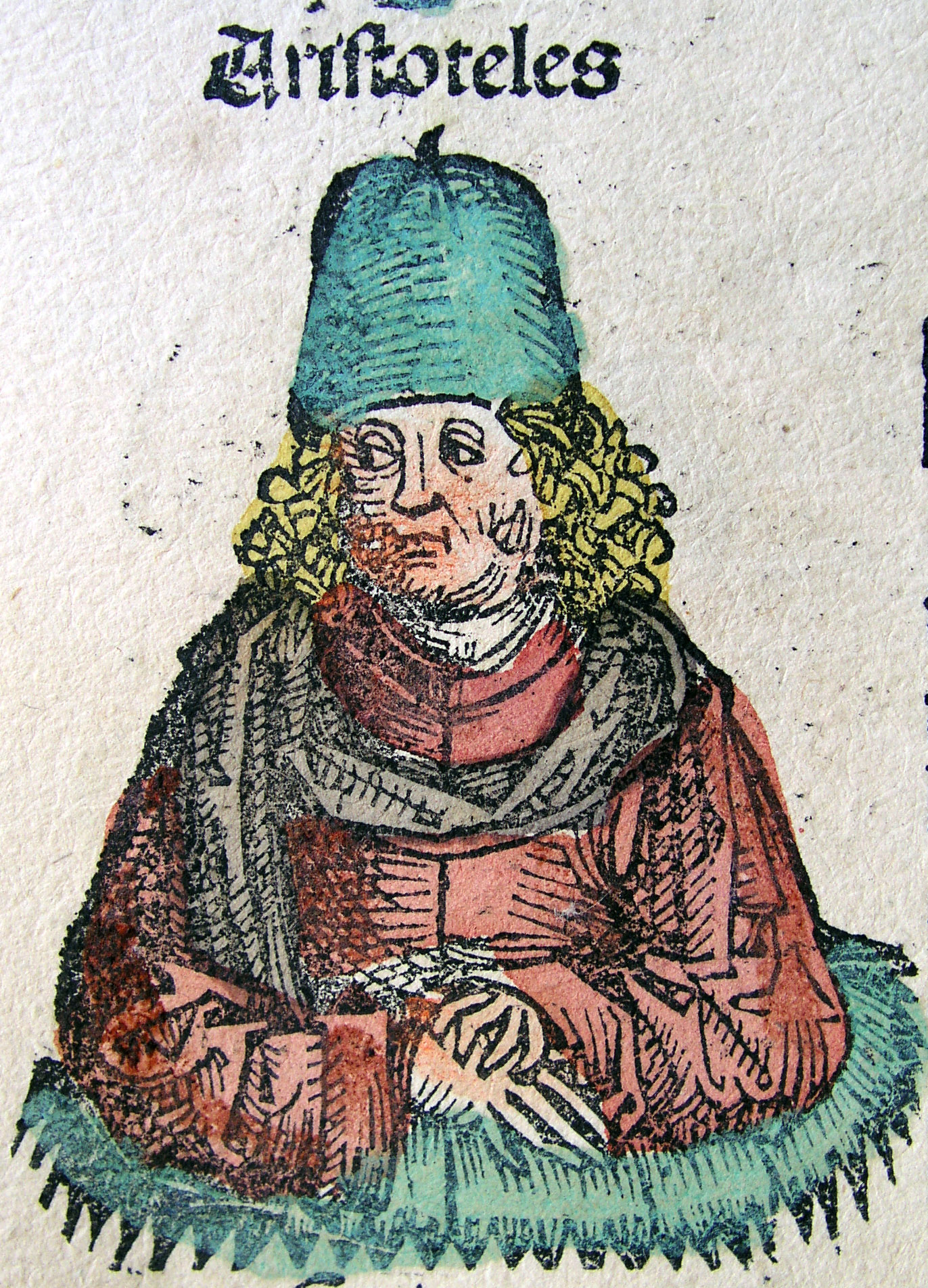
Aristoteles i medeltida kläder.